# Noemi Rüegg
Noemi Rüegg, née le 19 avril 2001 à Zurich, est une coureuse cycliste suisse.

## Biographie
Noemi Rüegg est née à Zurich dans une famille de cyclistes. Son frère Timon est triple champion de Suisse de cyclo-cross.
Elle commence le cyclisme en club à 8 ans puis arrête avant de reprendre le cyclisme à 12 ans.

## Carrière
En 2021, elle gagne le classement de la meilleure jeune lors de la semaine cycliste de la communauté de Valence en Espagne.
En 2022 et 2023, elle est dans l'équipe Jumbo-Visma où elle est coéquipière de la championne olympique et triple championne du monde Marianne Vos. Avec elle ainsi qu'Anna Henderson, Amber Kraak, Eva van Agt, Coryn Labecki et Riejanne Markus, elles remportent le contre-la-montre par équipes du Tour d'Espagne 2023. Quatre mois plus tard, la Zurichoise réalise son premier podium individuel professionnel, en finissant troisième du Tour de la Semois en Belgique. Elle participe au premier Tour de l'Avenir Femmes où elle finit à la 9e place au classement général.
Le 20 janvier 2024, elle remporte sa première course Élite individuelle, le Trofeo Felanitx-Colònia de Sant Jordi au sprint devant la Cubaine Arlenis Sierra et l'Italienne Chiara Consonni. Sa saison 2024 est également marquée par son titre de championne de Suisse sur route remporté à Aire-la-Ville, puis par sa sélection pour les Jeux olympiques de Paris. Elle termine isolée à la 7e place, remportant ainsi un diplôme olympique, distinction attribuée aux 8 premières d'une épreuve.
Elle commence la saison 2025 au Tour Down Under. Elle s'impose lors de la 2e étape, ce qui constitue sa première victoire au niveau UCI World Tour, avant de finalement remporter l'épreuve.

## Palmarès sur route

### Par années
- 2018

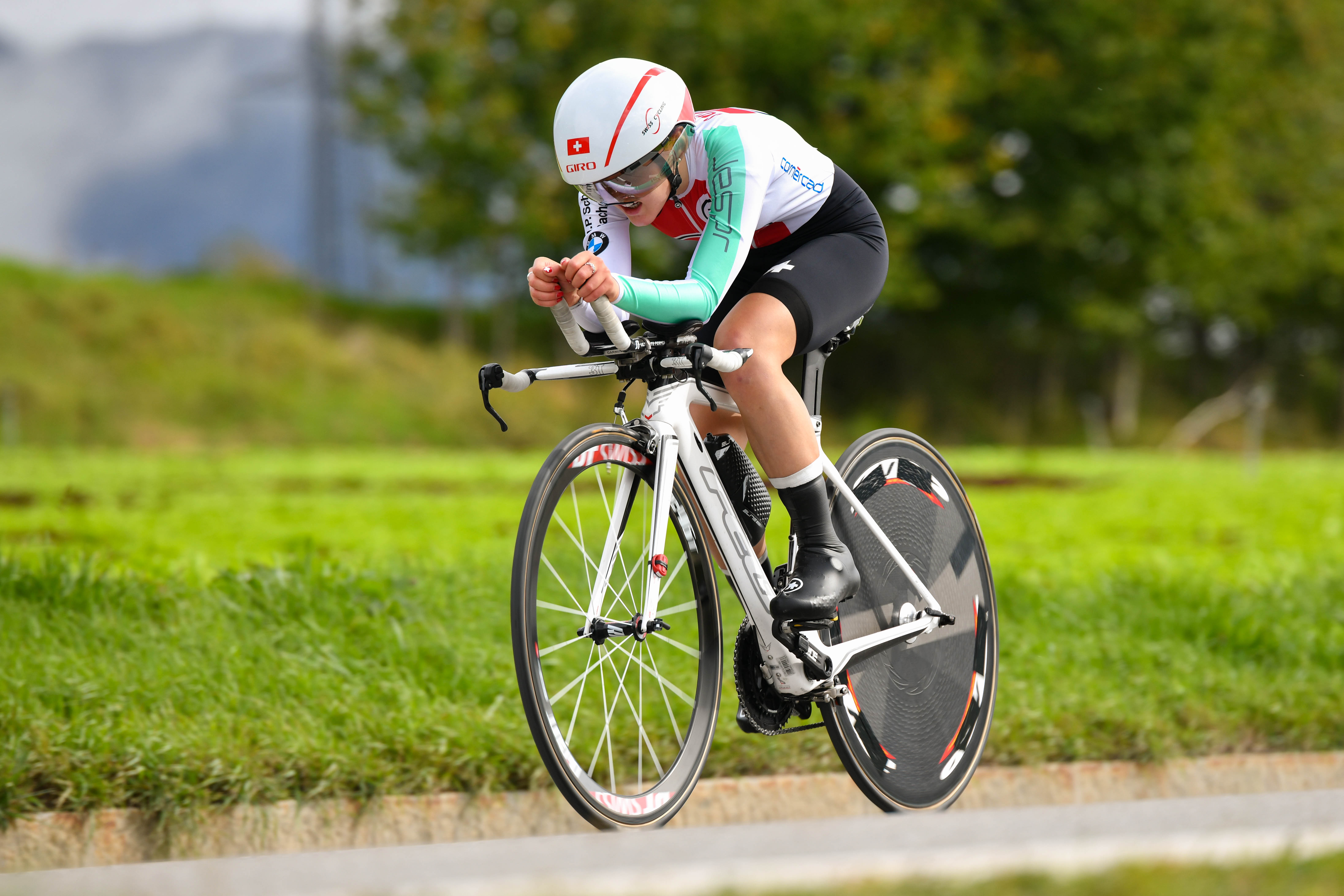
Rüegg au championnat du monde juniors 2018

  -  Championne de Suisse sur route juniors
  -  Championne de Suisse du contre-la-montre juniors
- 2019
  -  Championne de Suisse sur route juniors
  -  Championne de Suisse du contre-la-montre juniors
  - 6e du championnat du monde du contre-la-montre juniors
- 2021
  - 3e du championnat de Suisse sur route
- 2022
  -  Championne de Suisse du contre-la-montre espoirs
  - 2e du championnat de Suisse sur route
  - 6e du championnat du monde sur route espoirs
  - 7e du championnat du monde du contre-la-montre espoirs
- 2023
  -  Championne de Suisse du contre-la-montre espoirs
  - 1re étape de La Vuelta Femenina (contre-la-montre par équipes)
  - 3e du Tour de la Semois
  - 7e du championnat d'Europe sur route espoirs
- 2024
  -  Championne de Suisse sur route
  - Trofeo Felanitx-Colònia de Sant Jordi
  - 2e de Trofeo Binissalem-Andratx
  - 6e du Tour de Burgos
  - 7e de la course en ligne des Jeux olympiques
- 2025
  - Women's Tour Down Under : 
    - Classement général
    - 2e étape

  - 3e de la Cadel Evans Great Ocean Road Race
  - 3e de Milan-San Remo
  - 3e du championnat de Suisse sur route
  - 7e du Trofeo Alfredo Binda-Comune di Cittiglio
  - 9e des Strade Bianche

### Classements mondiaux
| Année                                 | 2019 | 2020 | 2021 | 2022 | 2023 | 2024 |
| ------------------------------------- | ---- | ---- | ---- | ---- | ---- | ---- |
| Classement UCI                        | 598e | 416e | 157e | 144e | 120e | 38e  |
| UCI World Tour                        | nc   | nc   | nc   | nc   | 108e | 77e  |
|                                       |      |      |      |      |      |      |
| Légende : nc = non classéSource : UCI |      |      |      |      |      |      |

### Résultats sur les grands tours

#### Tour d'Italie
- 2020 : 34e

#### Tour de France
3 participations
- 2022 : 105e
- 2024 : 42e
- 2025 : 60e

#### Tour d'Espagne
- 2023 : 68e

## Palmarès en cyclo-cross
- 2017-2018
  -  Championne de Suisse de cyclo-cross juniors
- 2018-2019
  -  Championne de Suisse de cyclo-cross juniors
- 2019-2020
  - 2e du championnat de Suisse de cyclo-cross espoirs
  - 10e du championnat d'Europe de cyclo-cross espoirs
  - 10e du championnat du monde de cyclo-cross espoirs